# Kościół Trójcy Przenajświętszej w Mielcu
Kościół Trójcy Przenajświętszej w Mielcu – rzymskokatolicki kościół parafialny należący do parafii pod tym samym wezwaniem (dekanat Mielec Południe diecezji tarnowskiej).

## Historia
Jest to świątynia wzniesiona w latach 1993–2003 według projektu Radomira Sąsiadka. Kamień węgielny, poświęcony przez Ojca Świętego Jana Pawła II 3 czerwca 1997 roku w Gnieźnie, został wmurowany 15 czerwca 1997 roku przez biskupa Józefa Życińskiego, natomiast świątynia została poświęcona 30 marca 2003 roku przez biskupa Wiktora Skworca. Autorem projektu wnętrza jest Bolesław Szpecht, z kolei rzeźby zostały wykonane przez Stanisława Ciężadlika.